# Málaga
Málaga [ˈmalaɣa] ist die zweitgrößte Stadt in Andalusien und die sechstgrößte Stadt Spaniens. Die Hauptstadt der Provinz Málaga besitzt einen der größten spanischen Flughäfen, einen Handelshafen und eine Universität. Wegen ihres Klimas ist sie eines der wichtigsten Urlaubsziele der Iberischen Halbinsel.

## Geografie
Málaga liegt am westlichen Mittelmeer an der Costa del Sol. Die Stadt in der gleichnamigen Bucht ist umgeben von den Gebirgen Sierra de Mijas und Montes de Málaga. Durch die Stadt fließen der Guadalmedina und der Guadalhorce, die beide in Málaga ins Mittelmeer münden.

### Stadtgliederung
Die Stadt wird an einer Nord-Süd-Achse durch den Fluss Guadalmedina geteilt, die Altstadt mit den meisten Sehenswürdigkeiten liegt östlich des Flusses, das sogenannte neue Zentrum mit Einkaufszentren und Hauptbahnhof westlich des Guadalmedina.
Málaga ist in 11 größere Stadtteile (distritos) aufgeteilt: Centro, Este (mit Pedregalejo, El Palo und Cerrado de Calderón), Ciudad Jardín, Bailén/Miraflores, Palma/Palmilla, Cruz de Humilladero, Carretera de Cádiz, Churriana (1905 eingemeindet), Campanillas, Puerto de la Torre und Teatinos-Universidad, die sich wiederum in hunderte kleinere Barrios, dies sind Wohn- und Industrieflächen, aufteilen.

### Klima

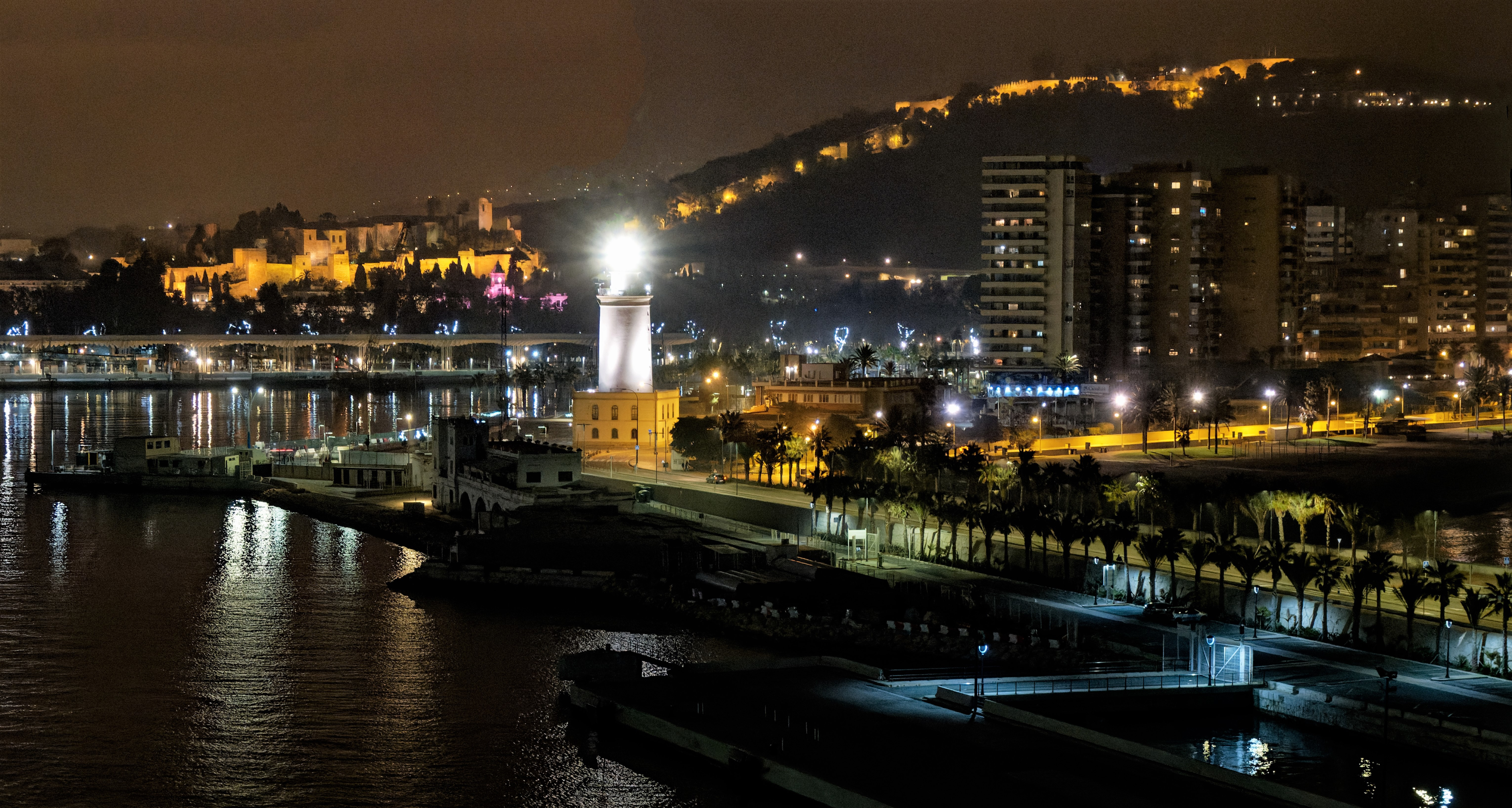
Nachts ist der Umfang der maurischen Festung besonders gut zu erkennen

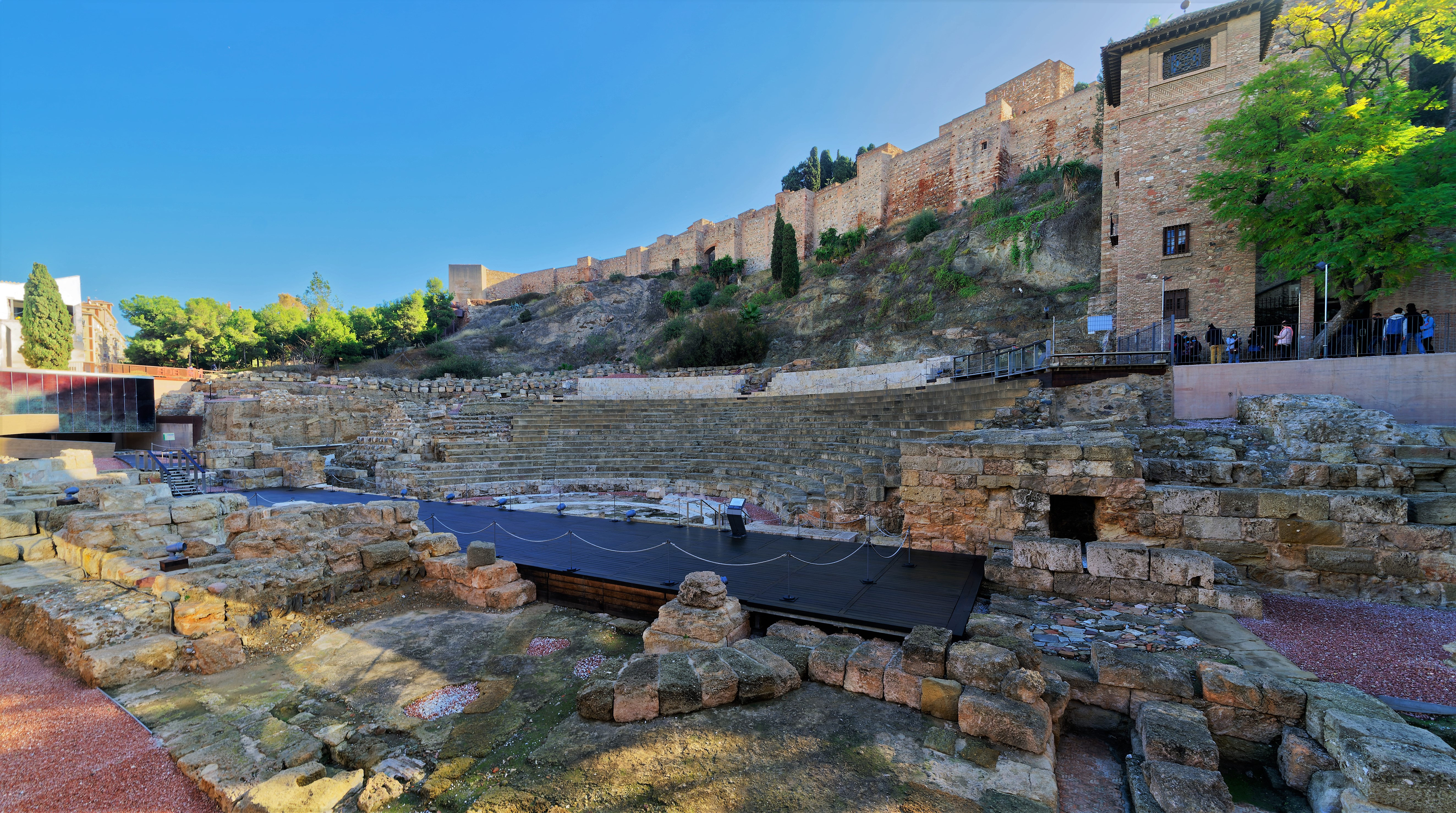
Blick auf Málaga aus Cerrado de Calderón

Die Stadt genießt ein angenehmes Mittelmeerklima mit heißen Sommer- und milden Wintermonaten. Die relative Nähe der Berge beeinflusst das Küstenklima durch das Zusammentreffen verschieden temperierter Luftmassen. Die jährliche Durchschnittstemperatur beträgt 18 °C. Die wärmsten Monate sind Juli und August mit durchschnittlich 24,8 °C beziehungsweise 25,4 °C und die kältesten Januar und Februar mit 11,9 °C beziehungsweise 12,8 °C im Mittel.
Die Sommermonate sind trocken und heiß, die Temperaturen liegen um die 30 °C. In den Sommermonaten kommt es gelegentlich zum Terral-Einfluss. Terral ist ein Föhnwind, der von Norden in das Zentrum und die östlich angrenzenden Stadtteile eindringt und für eine Temperaturerhöhung von ca. 10 °C sorgt, mit sehr trockener Luft. Der Terral-Einfluss dauert bis zu drei Tage und klingt meist mit einem kühleren Levante-Einfluss (Ostwind) aus. Im Juli und August sind acht Terraltage mit Temperaturen von über 35 °C die Regel. Im Juli und August 2008 wurden 23 Terraltage gezählt, die teilweise Temperaturen von über 40 °C bis spät in den Nachmittag hineinreichend mit sich brachten.
Das Wetter in Málaga ist im Winterhalbjahr sehr wechselhaft mit Regenperioden, die meistens um den Jahreswechsel auftreten. Davon abgesehen ist der Winter für europäische Verhältnisse von frühlingshaften bzw. frühsommerlichen Temperaturen begleitet, die zwei bis drei Tage dauernden Polarluftwellen ausgenommen, die für Tagestemperaturen von nur etwa 15 °C sorgen, während dann jedoch der Rest Europas weit unter dem Gefrierpunkt liegt. Im Sommerhalbjahr sind mehrwöchige Perioden ohne Niederschläge die Regel.
|                        | Jan  | Feb  | Mär  | Apr  | Mai  | Jun  | Jul  | Aug  | Sep  | Okt  | Nov  | Dez  |   |      |
| Mittl. Temperatur (°C) | 12,1 | 12,9 | 14,7 | 16,3 | 19,3 | 23,0 | 25,5 | 26,0 | 23,5 | 19,5 | 15,7 | 13,2 | ⌀ | 18,5 |
| Mittl. Tagesmax. (°C)  | 16,8 | 17,7 | 19,6 | 21,4 | 24,3 | 28,1 | 30,5 | 30,8 | 28,2 | 24,1 | 20,1 | 17,5 | ⌀ | 23,3 |
| Mittl. Tagesmin. (°C)  | 7,4  | 8,2  | 9,8  | 11,1 | 14,2 | 18,0 | 20,5 | 21,1 | 18,8 | 15,0 | 11,3 | 8,9  | ⌀ | 13,7 |
|                        |      |      |      |      |      |      |      |      |      |      |      |      |   |      |
| Niederschlag (mm)      | 69   | 60   | 52   | 44   | 20   | 6    | 0    | 6    | 20   | 57   | 100  | 100  | Σ | 534  |
|                        |      |      |      |      |      |      |      |      |      |      |      |      |   |      |
| Sonnenstunden (h/d)    | 5,8  | 6,4  | 7,2  | 8,1  | 9,4  | 11,0 | 11,2 | 10,2 | 8,5  | 6,9  | 5,7  | 5,2  | ⌀ | 8    |
|                        |      |      |      |      |      |      |      |      |      |      |      |      |   |      |
| Regentage (d)          | 5,8  | 4,8  | 4,0  | 4,5  | 3,1  | 0,8  | 0,1  | 0,5  | 2,1  | 4,4  | 5,6  | 6,6  | Σ | 42,3 |
|                        |      |      |      |      |      |      |      |      |      |      |      |      |   |      |
| Wassertemperatur (°C)  | 15   | 14   | 14   | 15   | 17   | 18   | 21   | 22   | 21   | 19   | 17   | 16   | ⌀ | 17,4 |
|                        |      |      |      |      |      |      |      |      |      |      |      |      |   |      |
| Luftfeuchtigkeit (%)   | 69   | 68   | 67   | 63   | 59   | 58   | 58   | 61   | 65   | 70   | 71   | 72   | ⌀ | 65,1 |

| 7,4 |

| 8,2 |

| 9,8 |

| 11,1 |

| 14,2 |

| 18,0 |

| 20,5 |

| 21,1 |

| 18,8 |

| 15,0 |

| 11,3 |

| 8,9 |

| 7,4 |

| 8,2 |

| 9,8 |

| 11,1 |

| 14,2 |

| 18,0 |

| 20,5 |

| 21,1 |

| 18,8 |

| 15,0 |

| 11,3 |

| 8,9 |

## Geschichte

### Malaka

#### Gründung und Etymologie
Málaga wurde ca. im 8. Jahrhundert vor Christus von den seefahrenden Phöniziern gegründet, die die Stadt Malaka nannten.
Über die Bedeutung des Städtenamens wird spekuliert: Aufgrund der in der Region im Altertum üblichen Garumfabrikation gehen einige Forscher davon aus, dass der Name von der semitischen Wurzel m-l-ḥ (Salz) abgeleitet ist. Gegen diese Hypothese spricht, dass auf punischen Münzen nicht ḥ, sondern k als dritter Konsonant auftritt; dies lässt auf eine andere Wurzel schließen, nämlich m-l-k (herrschen, Herrscher, König). Da auf den Münzen zudem ein Tetrastyl, ein Tempel mit vier Säulen, abgebildet ist, kann vermutet werden, dass der Name der Stadt im Zusammenhang mit dem Namen des Gottes Melkart steht, der im Übrigen auch im benachbarten Cádiz, ebenfalls eine phönizische Gründung, verehrt wurde. Melkart (oder Melqart) ist aus milk (König) und qart (Stadt) zusammengesetzt und bedeutet Herr der Stadt. Auf diesen Gott könnte der ursprüngliche Name Málagas verweisen.

#### Málaga wird römisch
Málaga war lange Zeit unter der Herrschaft Karthagos, geriet aber im Zweiten Punischen Krieg in den römischen Machtbereich, wo es zunächst zur Provinz Hispania ulterior, nach der Provinzreform des Kaisers Augustus zur Provinz Baetica kam. 

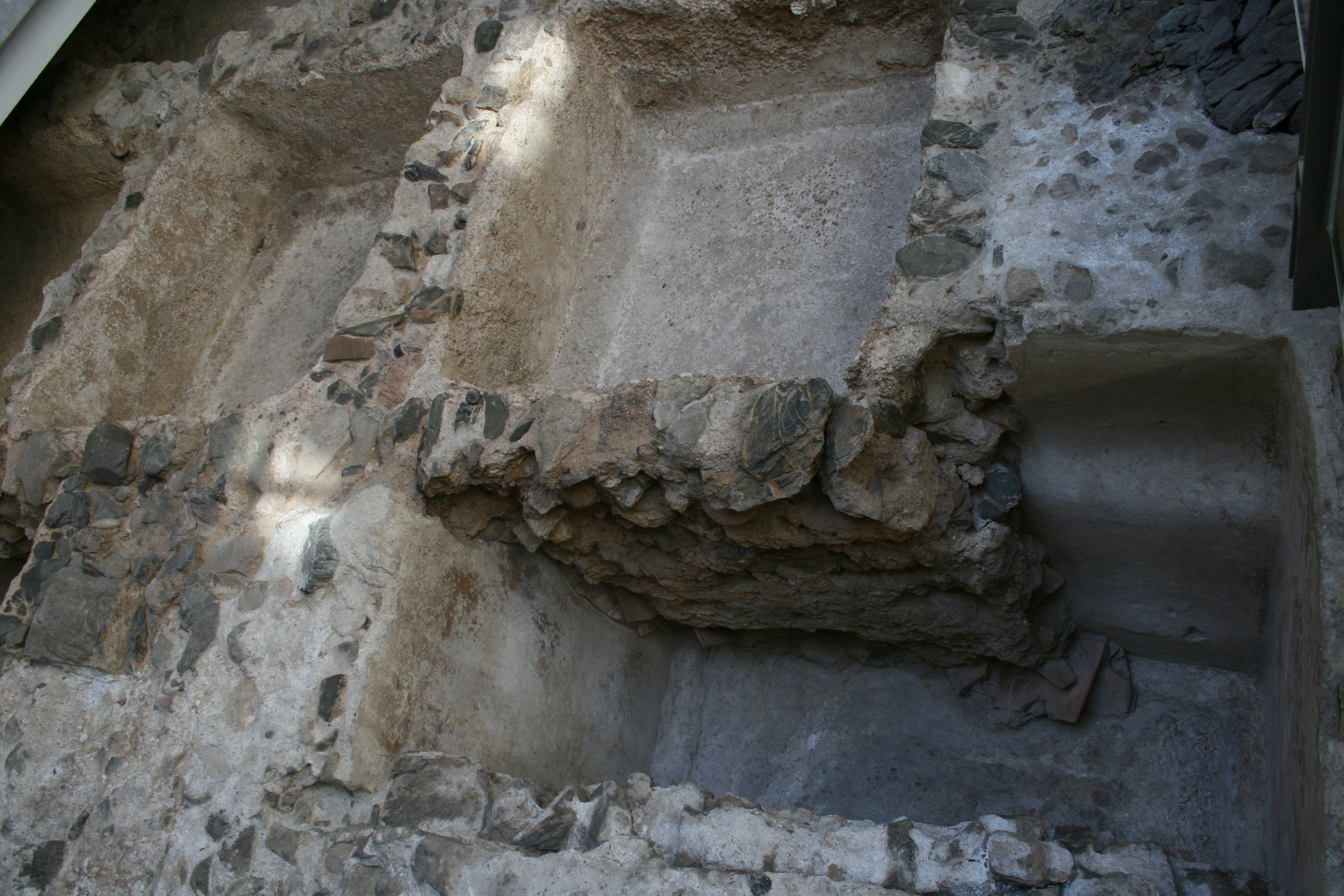
Garum-Fabrik aus dem römischen Malaca.

Strabon schreibt in seiner Geographie (3, 4) über Málaga, dass die Stadt ein Handelsplatz (Emporium) für die Nomaden der gegenüberliegenden Küste sei und über große Anlagen zur Fabrikation von eingesalzenem Fisch verfüge. Noch zu seiner Zeit hatte die Stadt offenbar ein phönizisches Gepräge.
Um 83 n. Chr., unter Kaiser Domitian, wurde Málaga das flavische Stadtrecht verliehen: die Lex Malacitana. Von der Bedeutung der Stadt in römischer Zeit zeugt heute noch ein römisches Theater.

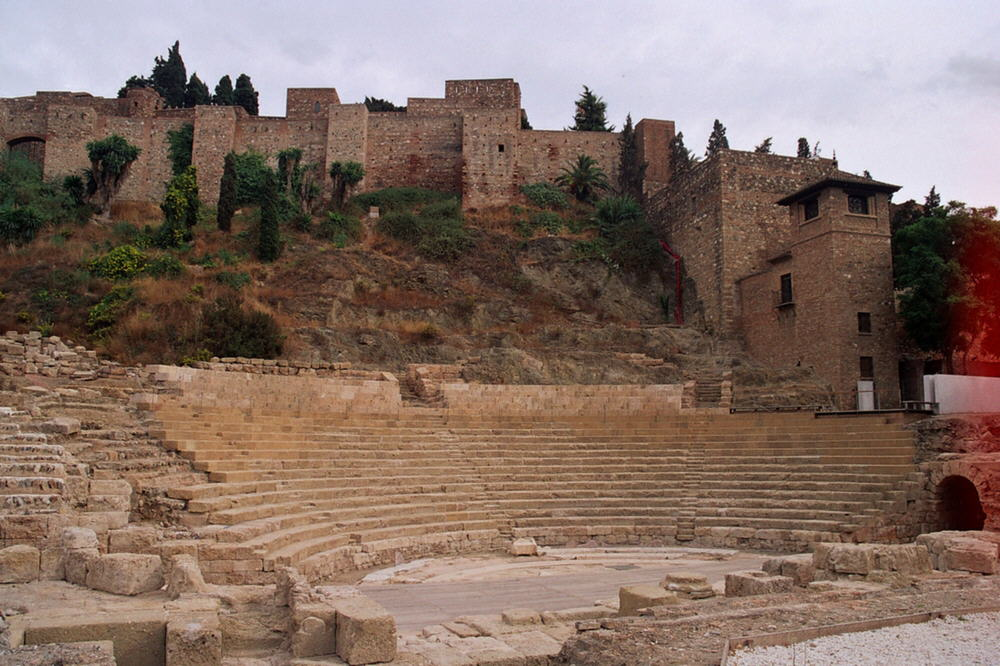
Römisches Theater und Alcazaba

Die Völkerwanderungszeit bedeutete für die Provinz Baetica, und damit auch für Málaga, wechselhafte Jahre mit wiederholtem Herrschaftswechsel: Nach den Vandalen und den Alanen stritten Westgoten und Oströmer um die Herrschaft. 571 wurde die zur oströmischen Provinz Spania gehörende Stadt bzw. ihr Umland kurzzeitig von Truppen des westgotischen Königs Leovigild besetzt, doch erst um 616 übergaben die Oströmer die Stadt endgültig an die Westgoten.

### Mālaqa
Die Mauren eroberten Málaga, das sie Mālaqa nannten, 711. Bedeutung erlangte die Stadt dann im frühen 11. Jahrhundert, als die Hammudiden, die sich als rechtmäßige Erben des Kalifats von Córdoba verstanden, hier eine ihrer Residenzen errichteten. Sie erreichten nie mehr als eine Akzeptanz von Seiten der Berber, unter anderem der Ziriden von Granada, welche de facto aber mehr Macht innehatten als ihre Kalifen. 1053 ließ dann der König von Granada, der Zīrīde Bādīs ibn Habbus, den letzten Hammudiden-Kalifen Muḥammad ibn Idrīs ibn 'Alī al-Mahdī vergiften und eroberte die Stadt. Nach seinem Tod regierte hier sein Enkel Tamīn ibn Buluggīn in Konkurrenz zu seinem Bruder 'Abdallāh ibn Buluggīn, dem König von Granada. 'Abdallāh berichtet im Zusammenhang mit den Kämpfen gegen seinen Bruder, dass die Gebiete um Málaga insbesondere von Christen bewohnt worden seien. Tamīn ibn Buluggīn war der erste andalusische Kleinkönig, der von den Almoraviden entmachtet wurde. Nach den Almoraviden kamen die Almohaden, bis Málaga schließlich ins naṣridische Emirat von Granada inkorporiert wurde. Nach der Eroberung durch die Katholischen Könige im Zuge der Reconquista am 18. August 1487 begannen die „Reformen“, um die Stadt in eine neue christliche Ansiedlung zu verwandeln. In muslimischer Zeit lag das jüdische Viertel im Ostteil der Stadt. Der Friedhof befand sich an den Hängen des Gibralfaro. Im frühen 11. Jahrhundert nahm die Stadt zahlreiche vor den intoleranten Berbern aus Córdoba geflohene Juden auf, wie u. a. den berühmten Samuel ha-Nagid. Zur Mitte des 11. Jahrhunderts lebten bei ungefähr 20.000 Einwohnern um die 200 Juden in Málaga. Nachdem die Stadt 1487 von Kastilien erobert worden war, begann eine Zeit der Intoleranz und man nahm alle Juden Málagas als Gefangene. Um 1490 wurde beschlossen, dass die Stadt durch Christen neu zu besiedeln sei. Juden und Muslime hatten Málaga innerhalb von 15 Tagen zu verlassen. Nachweislich verließen 62 Juden die Stadt.

### Málaga in der Neuzeit
Seit Beginn des 15. Jahrhunderts war Málaga ein Titularbistum. Im Zuge seiner Eroberung des Königreiches Granada durch die Katholischen Könige wurde das alte Bistum Málaga ab 1485 wiederbelebt. Zunächst residierte der Bischof von Málaga in Ronda, da die Stadt erst 1487 erobert wurde. Als Zentrum einer landwirtschaftlich geprägten Region und durch die Textilindustrie, angefangen mit der Fabrik Industria Malagueña des Industriellen Manuel Agustín Heredia, wurde Málaga im 19. Jahrhundert wohlhabend.

### Im Spanischen Bürgerkrieg
Zu Beginn des Spanischen Bürgerkriegs konnten sich die Republikaner gegen die aufständischen Militärs zunächst durchsetzen. Málaga war allerdings von Beginn an Frontstadt und nur über die Küstenstraße nach Almería mit dem von der Republik gehaltenen Territorium verbunden. Als Hafen der republiktreuen spanischen Marine war die Stadt ein wichtiges strategisches Ziel für beide Bürgerkriegsparteien und so fand 1937 die Schlacht von Málaga statt. Dabei kam es zum Massaker von Málaga, bei dem bis zu 10.000 Menschen starben.

## Nach dem Bürgerkrieg
In den 1960er-Jahren kam es durch den Zuzug nordafrikanischer Juden zu einer Wiederbelebung des jüdischen Lebens von Málaga.
| Jahr      | 1842   | 1877    | 1900    | 1920    | 1940    | 1960    | 1980    | 2000    | 2020    |
| --------- | ------ | ------- | ------- | ------- | ------- | ------- | ------- | ------- | ------- |
| Einwohner | 68.271 | 116.143 | 131.063 | 150.258 | 235.355 | 296.432 | 502.232 | 524.414 | 578.063 |

## Politik

### Bürgermeister von Málaga
Die ersten demokratischen Wahlen nach der Franco-Diktatur gab es 1979.
| Periode   | Name                                                             | Partei                                   |
| --------- | ---------------------------------------------------------------- | ---------------------------------------- |
| 1970–1977 | Cayetano Utrera Ravassa                                          | Movimiento Nacional                      |
| 1977–1979 | Luis Merino Bayona                                               | Movimiento Nacional                      |
| 1979–1983 | Pedro Aparicio Sánchez                                           | Partido Socialista Obrero Español (PSOE) |
| 1983–1987 | Pedro Aparicio Sánchez                                           | Partido Socialista Obrero Español (PSOE) |
| 1987–1995 | Pedro Aparicio Sánchez                                           | Partido Socialista Obrero Español (PSOE) |
| 1995–1999 | Celia Villalobos Talero                                          | Partido Popular (PP)                     |
| 1999–2003 | Celia Villalobos Talero (bis 2000), Francisco de la Torre Prados | Partido Popular (PP)                     |
| 2003–2007 | Francisco de la Torre Prados                                     | Partido Popular (PP)                     |
| 2007–2011 | Francisco de la Torre Prados                                     | Partido Popular (PP)                     |
| 2011–2015 | Francisco de la Torre Prados                                     | Partido Popular (PP)                     |
| 2015–     | Francisco de la Torre Prados                                     | Partido Popular (PP)                     |

### Städtepartnerschaften

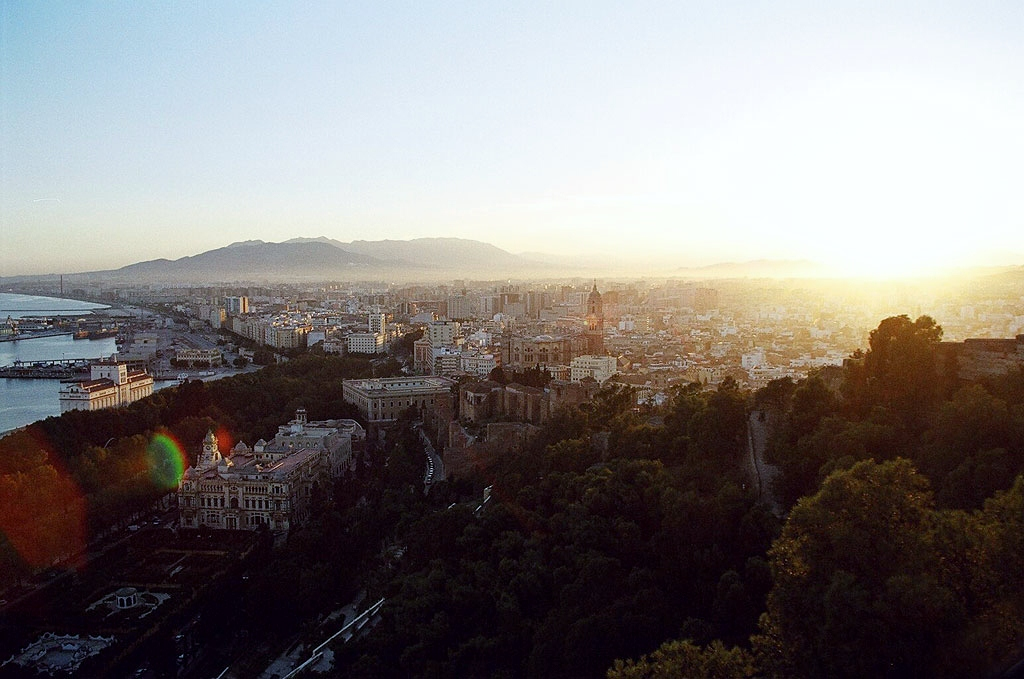
Sonnenuntergang in Málaga

- Faro, Portugal
- Mobile (Alabama), USA
- Passau, Deutschland
- Tyros, Libanon
- El Aaiún, Westsahara
- Popayán, Kolumbien
- Damaskus, Syrien
- Aqaba, Jordanien

## Wirtschaft und Infrastruktur

### Verkehr

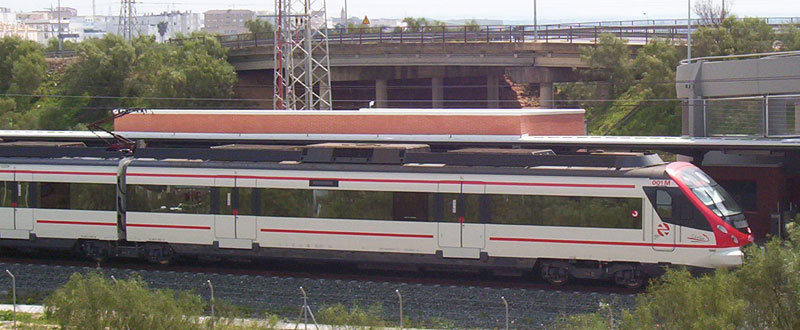
Cercanías-Zug der Renfe

Málaga besitzt einen der wichtigsten und größten Flughäfen in Südspanien und ist Ankunftsort für fast alle Urlauber an der Costa del Sol, aber auch Drehkreuz zu anderen Zielen mit besonderem Fokus auf nordafrikanische Ziele wie Marokko oder Melilla. Der Flughafen Málaga liegt südwestlich der Innenstadt und ist durch eine Buslinie und eine Station der Vorortbahn angebunden.

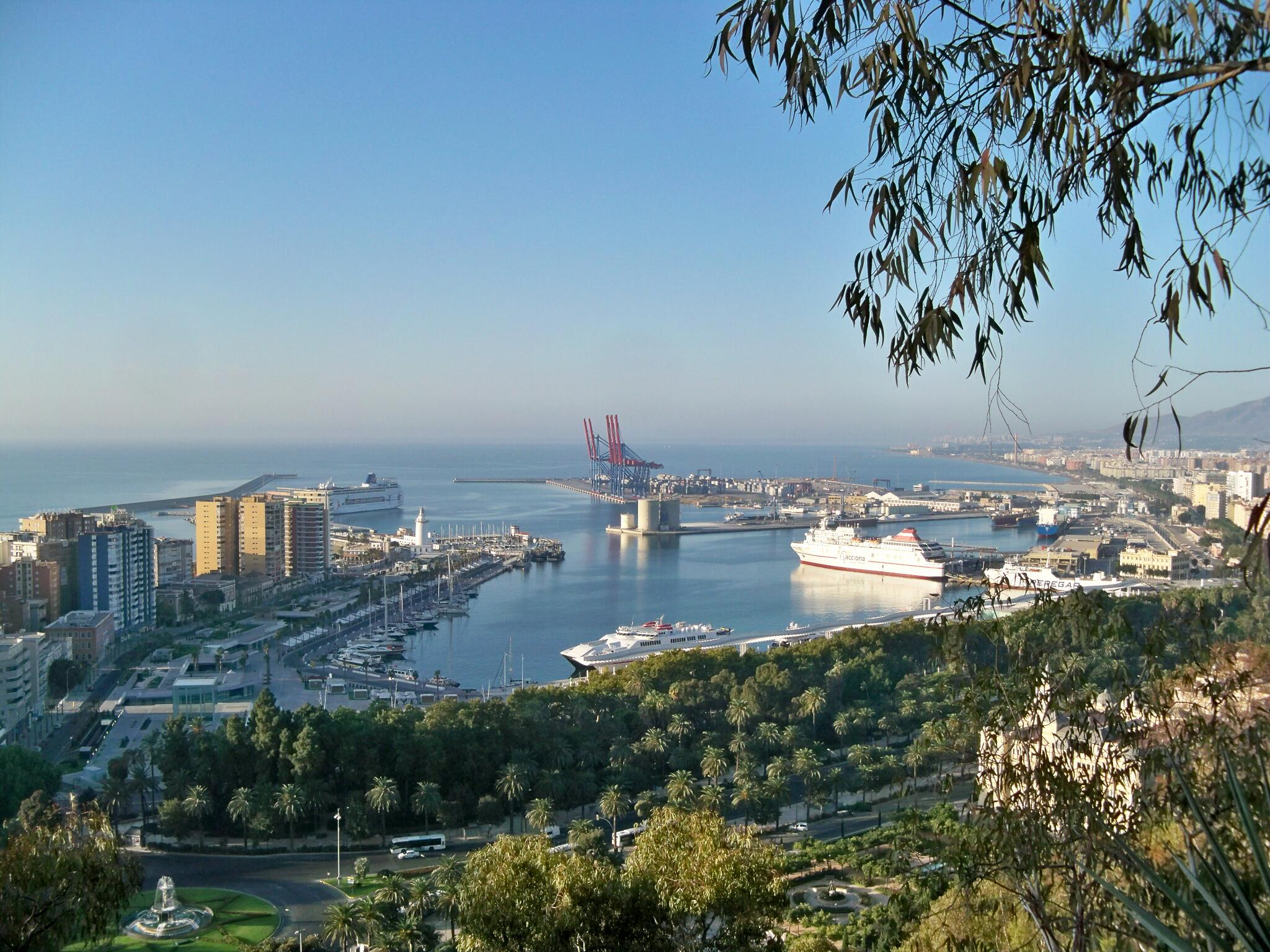
Der Hafen von Málaga

Der Renfe-Hauptbahnhof Estación de María Zambrano liegt etwas westlich der Innenstadt und ist ein Kopfbahnhof. Seit Ende 2007 besteht eine AVE-Verbindung in Richtung Madrid. Es gibt ferner zwei Vorortbahnlinien des Cercanías Málaga: Die S-Bahn-Linie C-1 fährt unterirdisch von der Haltestelle Centro Alameda zum Hauptbahnhof und dann zum größten Teil oberirdisch auf der Bahnstrecke Málaga–Fuengirola an der Küste entlang bis nach Fuengirola. Die Linie C-2 benutzt ebenfalls den Innenstadttunnel (Centro Alameda-María Zambrano), trennt sich nach der Haltestelle Victoria Kent von der Linie C-1 und führt dann weiter nördlich nach Álora. Darüber hinaus bestehen einige Regionalzugverbindungen in andere Städte Andalusiens.
In der Nähe des Hauptbahnhofs befindet sich auch der Busbahnhof mit Linien in die Umgebung und Fernbussen. Málaga verfügt über ein gut ausgebautes Netz des ÖPNV mit der Alameda als Zentralhaltestelle. Die Metro Málaga soll vor allem den Verkehr in der Innenstadt entlasten und Sportstätten, die Universität und Wohnbezirke besser und schneller anbinden.
Mit dem Auto ist Málaga über Autobahnen aus dem Norden (A-45 von Antequera), Nordosten und Südwesten (A7 – Küsten-Autobahn, z. T. mautpflichtig) zu erreichen. Die Verkehrssituation ist jedoch sehr angespannt, da sich der gesamte Verkehrsfluss stadteinwärts wie stadtauswärts auf wenige Ausfallstraßen reduziert, die regelmäßig überlastet sind. Insbesondere die wenigen Straßen entlang der dicht bebauten Küstenabschnitte beiderseits der Stadt sind vor allem zur touristischen Hauptsaison, auch wegen fehlendem ÖPNV-Angebot abseits der ebenfalls von Stau betroffenen Busse, überlastet.

### Medien
Die wichtigste Tageszeitung in Málaga ist Diario Sur. Die kostenlos überall ausliegende Zeitung Qué pasa aus derselben Verlagsgruppe informiert weiterhin über regionale Neuigkeiten und Termine.

### Forschung und Bildung
Die Universität Málaga hat Schwerpunkte in Wirtschaft und Medizin. Etwa 40.000 Studenten studieren dort. Der Wirtschaftsbereich befindet sich auf dem älteren Campus (El Ejido) in der Innenstadt; der Medizinbereich und weitere Fakultäten sind auf dem größeren Campus (Teatinos-Universidad) im Nordwesten Málagas.
Im auf IT spezialisierten Parque Tecnológico de Andalucía (PTA) haben sich (Stand 2022) mehr als 620 Unternehmen mit insgesamt rund 22.200 Mitarbeitern angesiedelt, darunter etwa 60 internationale Unternehmen wie Oracle, IBM, Siemens, Vodafone, Ericsson, Huawei, Fujitsu und Dekra. Die IT-Branche machte 2017 einen Umsatz von 3,8 Milliarden Euro; ein Fünftel des BIP der Stadt Málaga.

## Kultur und Sehenswürdigkeiten
Die Stadt hatte in den ersten Jahrzehnten des 20. Jahrhunderts eine diskrete, aber bedeutende kulturelle Bewegung. Nach dem Bürgerkrieg wies Málaga große Mängel in der kulturellen Infrastruktur auf. In dieser Zeit wurde die Alcazaba wieder dem Publikum geöffnet und das Archäologische Museum sowie das Malaga Symphony Orchester gegründet. Mit der Gründung der Universität Málaga (1972) verstärkte die Stadt ihre Aktivitäten rund um Kunst und Wissen. Dieser Prozess führte zu einem Netzwerk erstklassiger Museen und Organisationen, welches durch die Kandidatur der Stadt als Kulturhauptstadt Europas im Jahr 2016 vorangetrieben wurde.
Während der 1990er Jahre wurde die Picasso-Stiftung und das Philharmonische Orchester von Malaga gegründet. Weitere Institutionen der Künste wie das Museo Carmen Thyssen, die Colección del Museo Ruso San Petersburgo Málaga oder das Centro Pompidou de Málaga, wurden in den letzten Jahren Teil des Kulturangebotes. Beigetragen haben aber auch das Filmfestival Málaga (FMCE) und diverse Bürgerinitiativen wie die Nacht in Weiß, oder die Umnutzung des Quartiers Soho Málaga zum Künstlerquartier mit Galerien wie das Estudio Ignacio del Rio, oder dem Museum Zentrum für zeitgenössische Kunst Málaga (CAC).

### Museen
- Museo de Málaga
- Centro de Arte Contemporáneo de Málaga (CAC), Museum für zeitgenössische Kunst
- Museo Picasso Málaga (enthält 204 Werke des Malers aus einer Erbenschenkung)
- Museo Carmen Thyssen, Kunstmuseum mit Schwerpunkt 19. Jahrhundert
- Museo de Artes y Costumbres Populares
- OXO, Videospielmuseum in Málaga
- Museo Alborania-Aula del Mar de Málaga
- Museo Cofradía de la Esperanza
- Museo de Arte Flamenco
- Museo de Aeropuertos y Transporte Aéreo
- Museo Interactivo de la Música
- Museo del Vino
- Museo Revello de Toro im ehemaligen Wohnhaus des Bildhauers Pedro de Mena
- Museo Automovilístico de Málaga, Automobilmuseum
- Museo Pompidou Málaga

### Kultur
- Teatro Cervantes
- die Haupteinkaufsstraße ist die Calle Larios
- Kinos Alameda, Albéniz und an der neuen Estación de RENFE (alle in der Innenstadt), Plaza Mayor (Multiplex mit IMAX), Málaga Nostrum, Rosaleda und Victoria (alle in versch. Shoppingcenter am Stadtrand gelegen).

Die Stadt bewarb sich 2010 als Europäische Kulturhauptstadt für das Jahr 2016, erhielt aber nicht den Zuschlag.
Málaga ist in kulinarischer Hinsicht bekannt für Rosinen, Wein (Muskateller), Eis und frittierten Fisch, insbesondere gegrillte Sardellenspieße.

### Sehenswürdigkeiten

#### Alcazaba und Gibralfaro

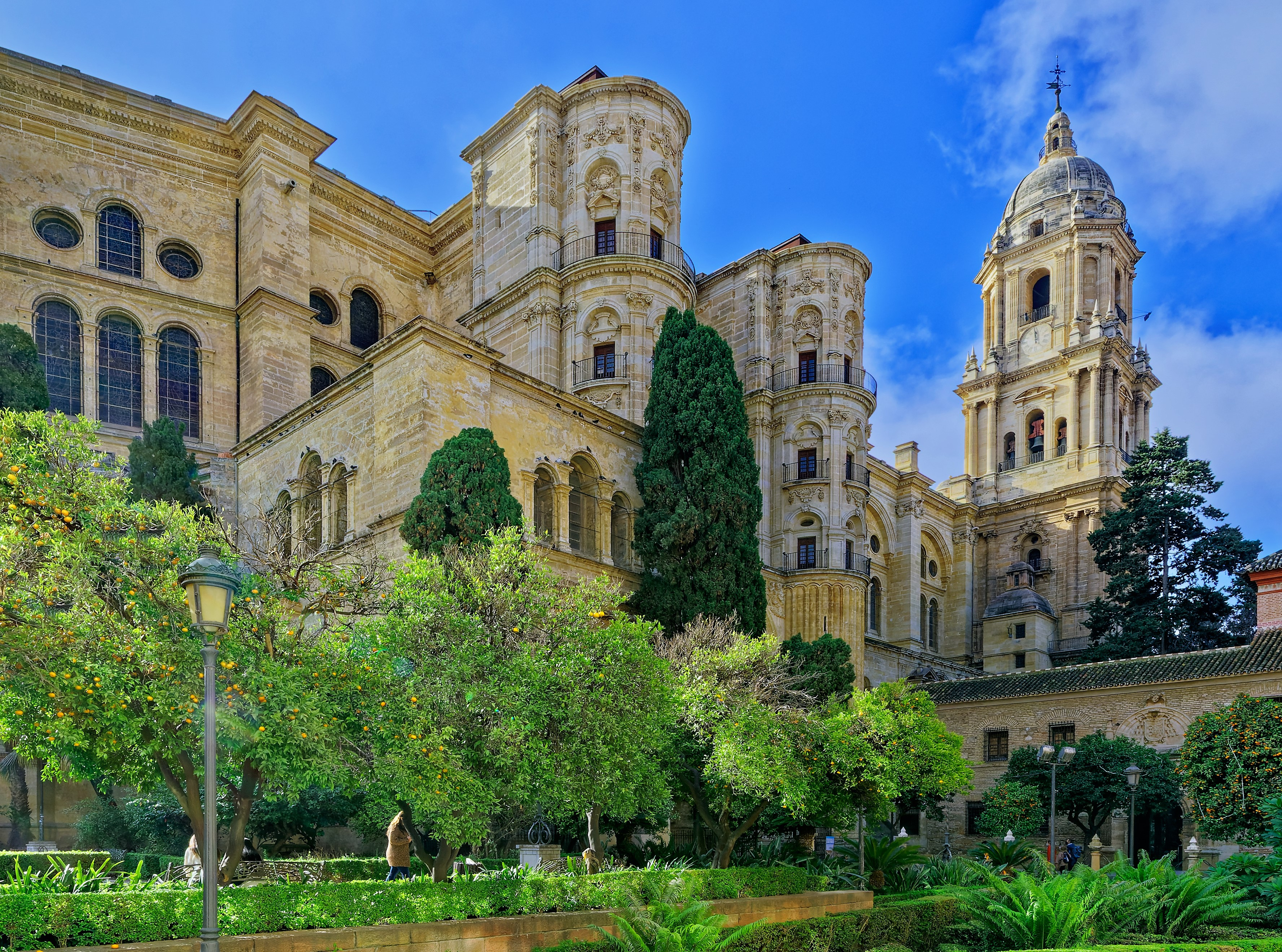

Die Alcazaba von Málaga, eine maurische Festung aus dem 11. Jahrhundert, wurde auf den Resten einer phönizischen Palastanlage für die maurischen Könige von Granada errichtet und im 14. Jahrhundert weiter ausgebaut. Eine Doppelmauer schuf ursprünglich die Verbindung zwischen dem Palastbereich der Alcazaba und der oberhalb der Festung bestehenden Burganlage des Castillo de Gibralfaro. Am Fuße der Alcazaba befinden sich die Ruinen eines aus der Zeit des Römischen Reiches stammenden Theaters, die teilweise besichtigt werden können.

#### Kathedrale

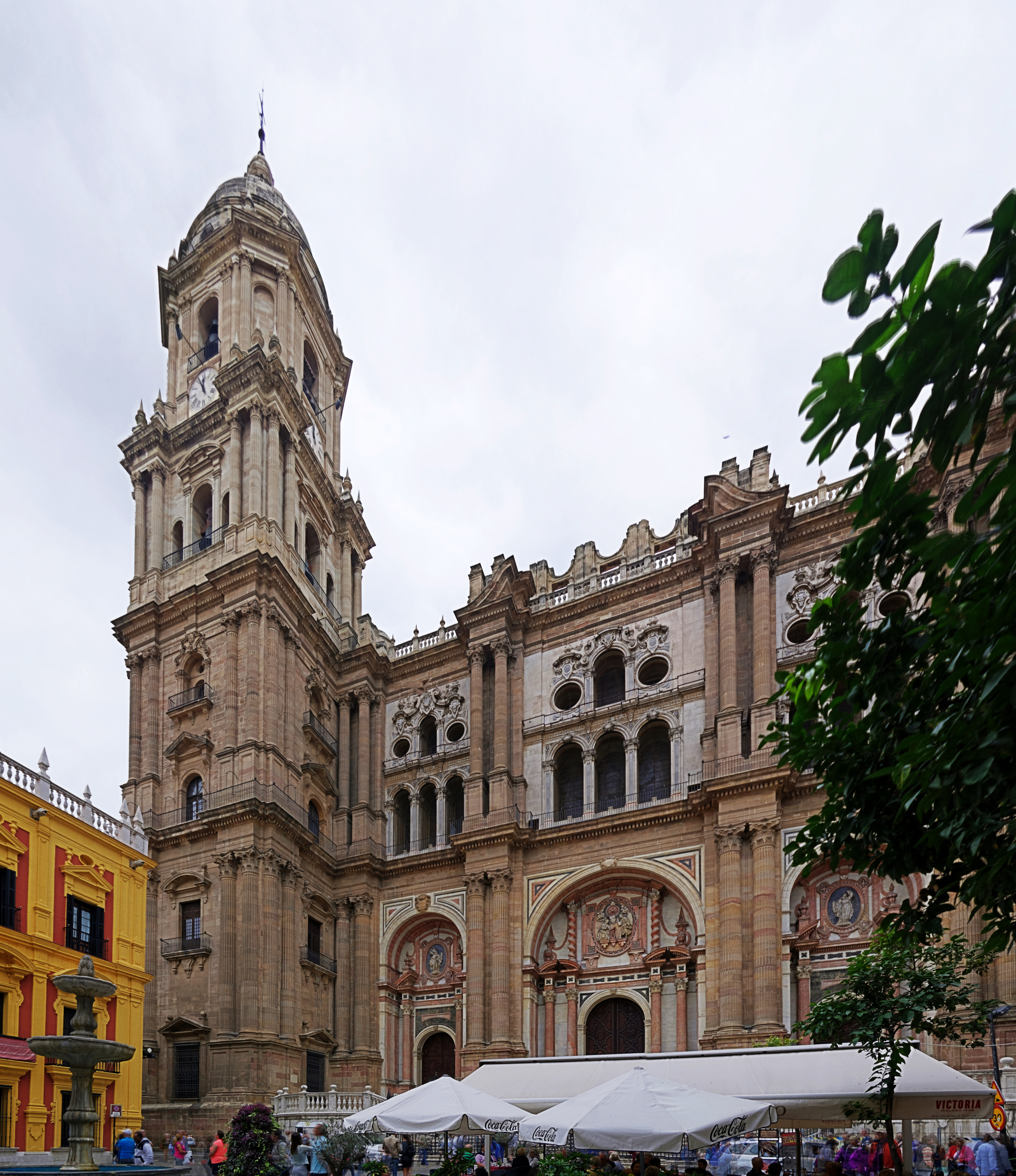
Die Kathedrale

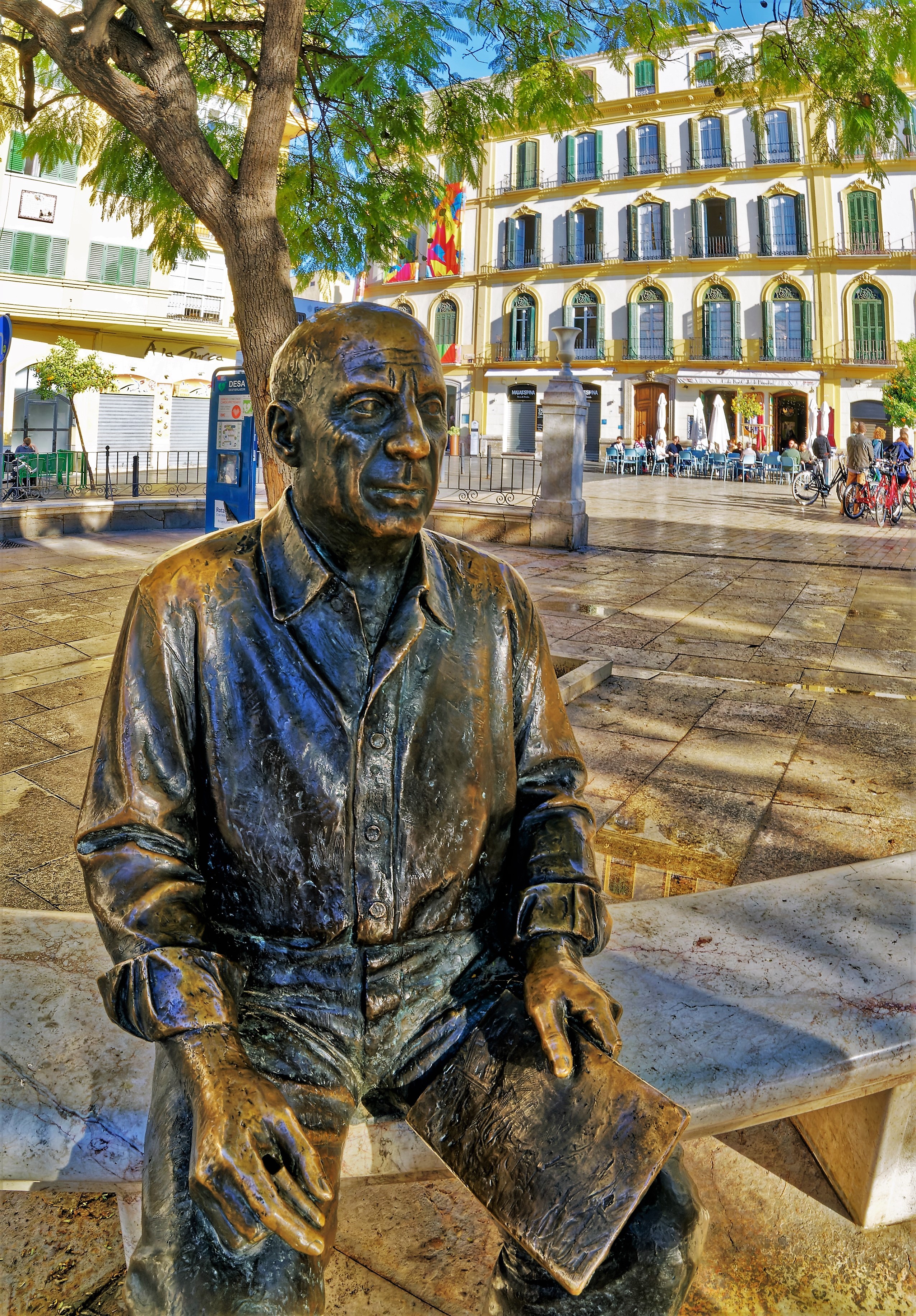
Geburtshaus und Denkmal Pablo Picasso

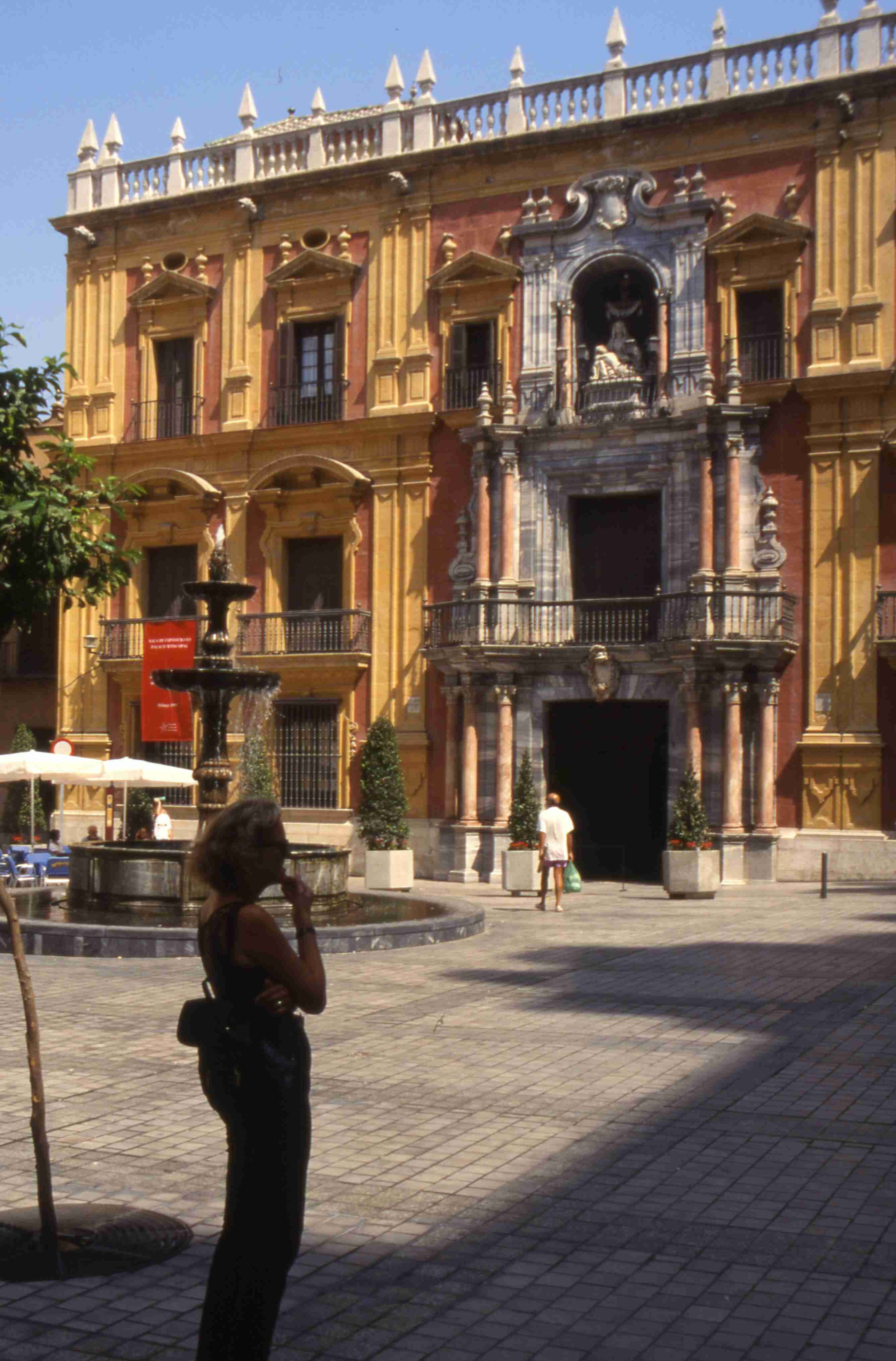
Bischofspalast neben der Kathedrale

Die Kathedrale Catedral de la Encarnación, die von den christlichen Eroberern ab 1528 über der Großmoschee erbaut wurde, liegt nahe dem Hafen in der Innenstadt. Sie wird auch La Manquita (‚die Einarmige‘) genannt, da der zweite Turm aus Geldmangel nie vollendet wurde.

#### Weitere Sehenswürdigkeiten

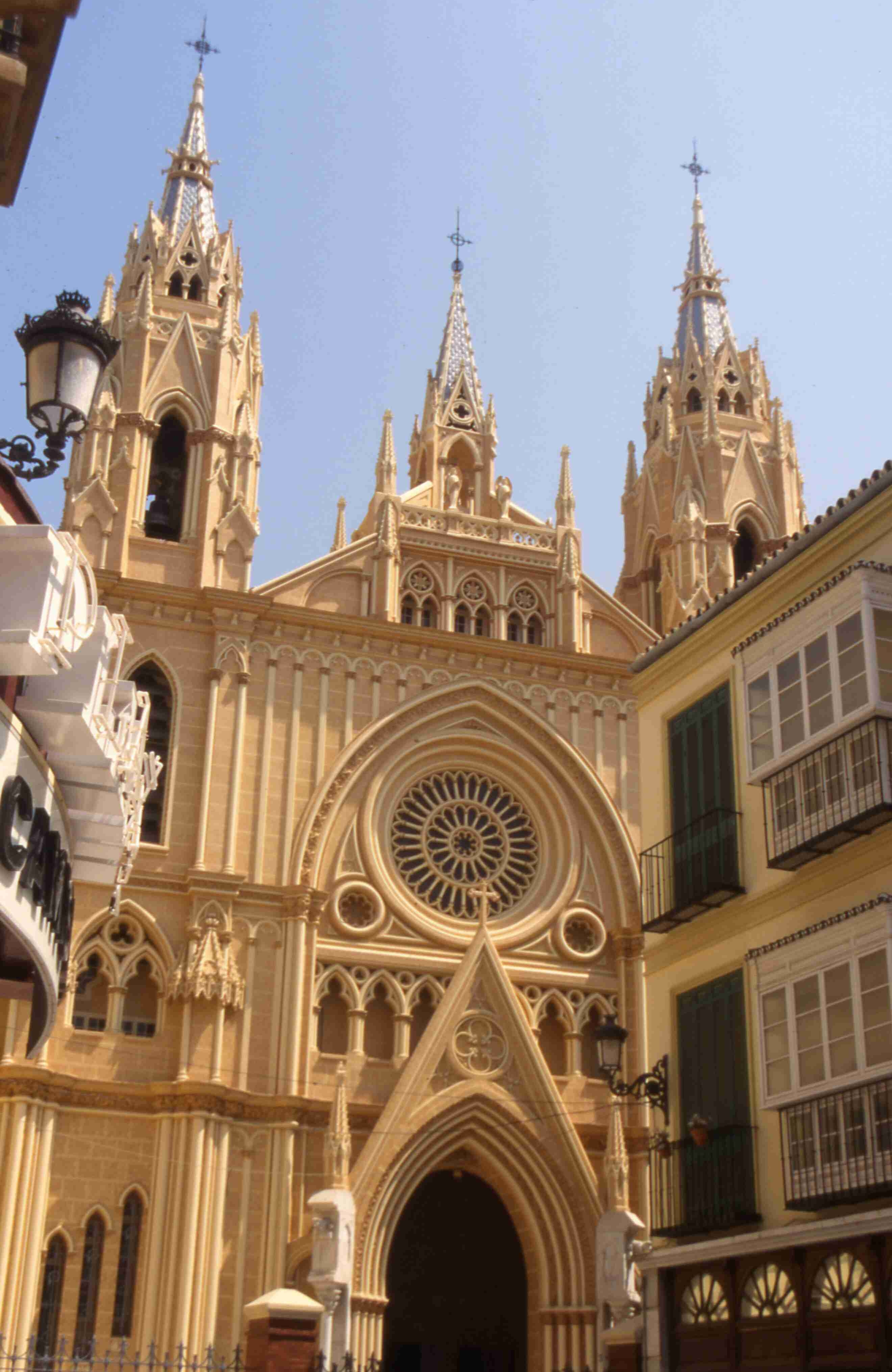
Herz-Jesu-Kirche

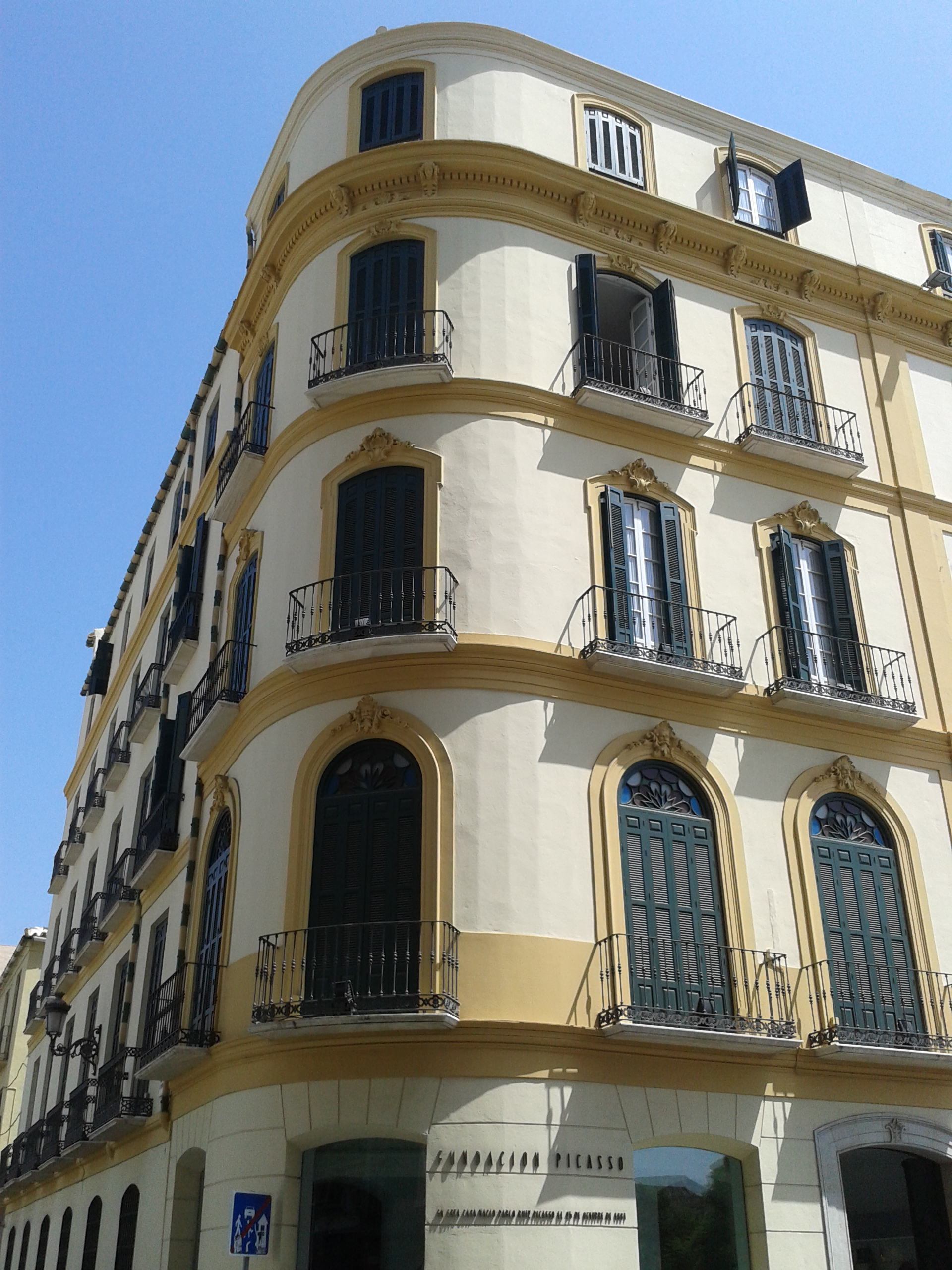
Geburtshaus von Pablo Picasso

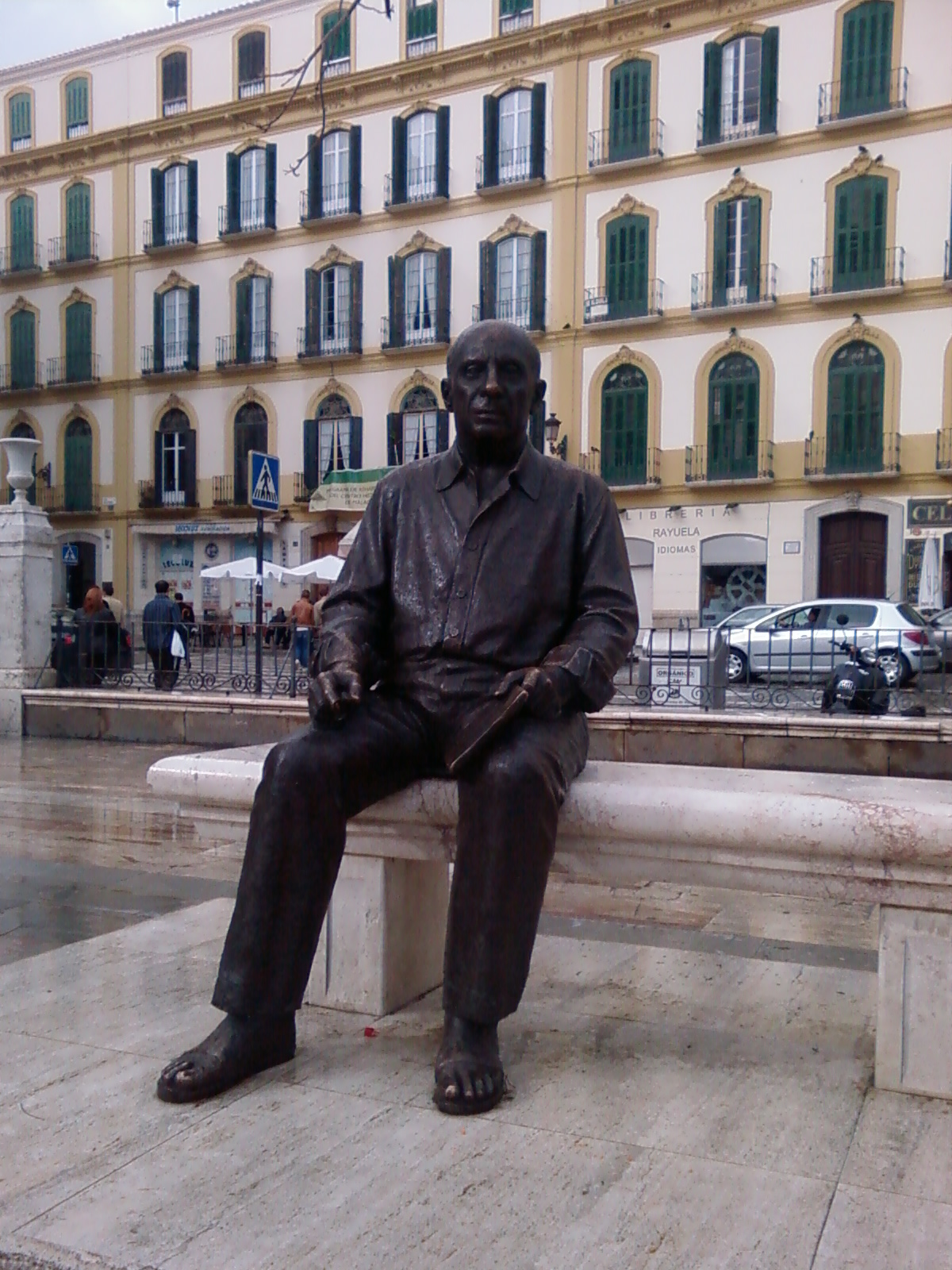
Skulptur Picassos vor seinem Geburtshaus

- Geburtshaus des Malers Pablo Picasso an der Plaza de la Merced
- Jardín Botánico-Histórico La Concepción, sehenswerte Parkanlage im Norden der Stadt mit 3000 einheimischen Pflanzen und Palmen.
- Santuario de la Victoria
- Paseo del Parque oder Parque de Málaga, als Botanischer Garten entworfene Parkanlage beziehungsweise Promenade mit einer Gesamtfläche von etwa 30.000 m².[15]
- Paseo de la Farola
- Stierkampfarena La Malagueta, mit 14.000 Plätzen und einem Durchmesser von 50 m eine der größten Stierkampfarenen in Spanien.[16]

Ein Großteil der Sehenswürdigkeiten wird durch sogenannte Hop-On-Hop-Off-Busse angesteuert, die in Málaga von der Firma City Sightseeing Worldwide betrieben werden. Während der rund 80-minütigen Fahrt auf der Roten Linie werden 14 Stationen rund um die Altstadt angefahren, die kürzere Grüne Linie fährt zum Botanischen Garten hinaus.

### Sport

#### Basketball
Der Basketballclub Unicaja Málaga ist spanischer Meister (2005/06) und Pokalsieger des Vorjahres (Copa del Rey; 2004/05). Außerdem spielt der Klub regelmäßig in der Europaliga.

#### Fußball
Der Fußballverein FC Málaga verbrachte viele Spielzeiten in der Primera División, der höchsten spanischen Fußballliga, stieg aber auch immer wieder aus dieser in die Zweitklassigkeit ab und verbrachte gar einzelne Jahre in der Dritt- und Viertklassigkeit. Die längste zusammenhängende Phase in der Primera División dauerte von 2008 bis 2018. Zweimal erreichte der Verein das Viertelfinale eines europäischen Wettbewerbs. Heimstätte des Vereins ist das Estadio La Rosaleda im Norden der Stadt. Dort wurden auch drei Vorrundenspiele der Weltmeisterschaft 1982 ausgetragen.

#### Handball
Im Handball der Männer gehörte der Verein Maristas Málaga zu den Gründungsvereinen der höchsten spanischen Liga. Derzeit wird Leistungshandball im Balonmano Ciudad de Málaga betrieben.
Im Handball der Frauen spielt der Club Balonmano Femenino Málaga Costa del Sol in der ersten spanischen Liga.

#### Wasserball
Vom 4. Juli bis 13. Juli 2008 fand die Wasserball-Europameisterschaft in Málaga statt.

### Strände
Eine S-Bahn (Cercanía) fährt von der Innenstadt aus in die nahegelegenen Touristenzentren Fuengirola und Torremolinos. Wer Erholung innerhalb der Stadt sucht, fährt zumeist mit der Buslinie 11 zu den Vierteln Pedregalejo oder El Palo, die neben belebten Stränden auch gute (Fisch-)Restaurants zu bieten haben.
Der Playa de la Malagueta ist der bekannteste Strand.

### Jährliche Feste

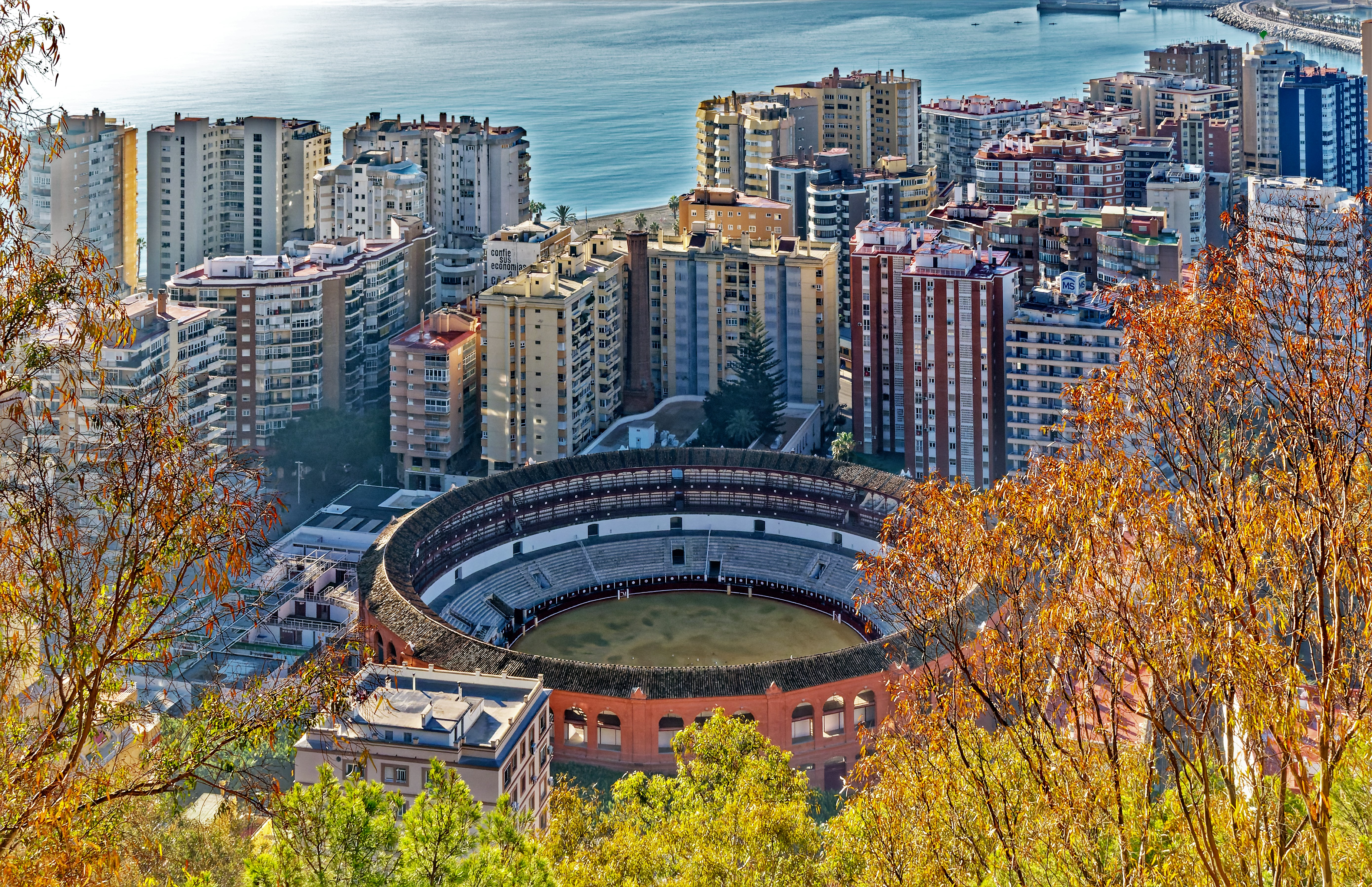
Stierkampfarena

- Semana Santa (= Karwoche) (von Palmsonntag bis Ostern), Umzüge und Feste zu Ostern. In Málaga gibt es eine der bedeutendsten Oster-Prozessionen Spaniens. Zudem sind die Tronos in Málaga mächtiger als in anderen Städten und werden leicht „schaukelnd“ durch die Straßen getragen.
- Feria de Agosto (Fest zur Ehrung der Schutzpatronin, Stierkampf, Volksfest mit sechs bis acht Millionen Besuchern an neun Tagen), kostenlose Konzerte (M-TV Summer in Málaga), normalerweise vom zweiten Samstag bis zum dritten Sonntag im August stattfindend, Eröffnungsfeuerwerk mit Konzerten um Mitternacht zum Samstag, eigentlicher Feria-Beginn ist am Samstagmittag.
- Festival de Cine Español de Málaga (Filmfestival Málaga, bedeutendstes Festival des spanischen Films), im März/April

## Söhne und Töchter der Stadt
- Juan Gutiérrez de Padilla (≈1590–1664), Komponist
- Joaquín Blake y Joyes (1759–1827), Offizier und Feldherr
- Serafín Estébanez Calderón (1799–1867), Schriftsteller
- Juan Cansino y Antolínez (1826–1897), Organist und Komponist
- Antonio Cánovas del Castillo (1828–1897), Politiker
- José Moreno Carbonero (1860–1942), Maler
- Pablo Picasso (1881–1973), Maler
- Anita Delgado (1890–1962), Maharani aus Spanien
- Victoria Kent (1891–1987), Juristin und Politikerin
- José Navas García (1898–1957), Gitarrist, Komponist und Pädagoge[18]
- Hans Brausewetter (1899–1945), Bühnen- und Filmschauspieler
- Manuel Altolaguirre (1905–1959), Schriftsteller
- José Puyet (1922–2004), Maler
- Manuel Carra (1931–2024), Pianist, Komponist und Musikpädagoge
- Chiquito de la Calzada (1932–2017), Humorist, Flamenco-Sänger und Schauspieler
- Carlos Jiménez Villarejo (* 1935), Politiker und Staatsanwalt
- Javier Muguerza (1936–2019), Philosoph und Hochschullehrer
- Celin Romero (* 1936), klassischer Gitarrist
- Pepe Romero (* 1944), Gitarrist (Los Romeros)
- Juan Borraz (* 1946), Mittelstreckenläufer
- Angel Romero (* 1946), Gitarrist (Los Romeros)
- Juan Madrid (* 1947), Schriftsteller
- Pepa Flores „Marisol“ (* 1948), Schauspielerin und Sängerin
- Antonio López Nieto (* 1958), Fußballschiedsrichter
- Antonio Banderas (* 1960), Schauspieler
- María Barranco (* 1961), Schauspielerin
- Esther García Llovet (* 1963), Autorin und Übersetzerin
- Miguel Ángel Jiménez (* 1964), Profi-Golfspieler
- Terelu Campos (* 1965), Radio- und Fernsehmoderatorin
- Alexander von Reiswitz (* 1965), deutscher Fotograf
- Carlos Álvarez (* 1966), Opernsänger (Bariton)
- Carmen Barea (* 1966), Hockeyspielerin
- Fernando Hierro (* 1968), Fußballspieler
- José Luis Pérez Canca (1971–2015), Handballspieler
- Stefan Kreutzer (* 1973), deutscher Hörfunkmoderator
- Esther Sanz (* 1974), Badmintonspielerin
- Antonio Cotrino Heras (* 1976), Beachvolleyballspieler
- Noelia Oncina Moreno (* 1976), Handballspielerin
- María Peláez (* 1977), Schwimmerin
- David Alcaide (* 1978), Poolbillardspieler
- Vanesa Martín (* 1980), Sängerin, Dichterin und Komponistin
- Nacho (* 1980), Fußballspieler
- Víctor Hugo López (* 1982), Handballspieler
- Alexis Ruano Delgado (* 1985), Fußballspieler
- Enrique Oliver (* 1985), Jazzmusiker
- Pablo Alborán (* 1989), Sänger
- Marta López Herrero (* 1990), Handballspielerin
- Esperanza López Jiménez (* 1992), Handballspielerin
- Soledad López Jiménez (* 1992), Handballspielerin
- Miguel Herrán (* 1996), Schauspieler
- José Pastor (* 1996), Schauspieler
- Fran Rueda (* 1997), Autorennfahrer
- Brahim Díaz (* 1999), Fußballspieler
- Alejandro Davidovich Fokina (* 1999), Tennisspieler
- Abril Montilla (* 2000), Schauspielerin
- Beatriz González (* 2001), Padelspielerin
- Sofía González Racero (* 2001), Beachvolleyballspielerin
- Bryan Zaragoza (* 2001), Fußballspieler
- Yeray Ruiz (* 2003), Motorradrennfahrer
- Lope Haydn Evans (* 2008 oder 2009), Schauspieler